# Gary Webb
Gary Stephen Webb (Corona, 31 de agosto de 1955 – Carmichael, 10 de dezembro de 2004) foi um jornalista investigativo norte-americano. Ganhou notoriedade em 1996 com a série de reportagens intitulada "Dark Alliance", na qual afirmou que a CIA fomentou e se beneficiou do auge da epidemia de crack nos Estados Unidos na década de 1980 para financiar o paramilitarismo dos Contras na Nicarágua.

## Carreira
Começou sua carreira jornalística em 1980 com a publicação "The Coal Connection", investigando o assassinato de um empresário e uma suposta ligação com o crime organizado. Em 1984, publicou "Driving Off With Profits", que revelava um suposto desvio de fundos públicos por promotores na cidade de Cleveland. No ano seguinte, escreveu "Doctoring the Truth", que descrevia falhas encontradas no Conselho Médico do estado norte-americano de Ohio e que resultaram em uma reavaliação da Lei de Prática Médica do estado. Em 1986, foi processado por um Chefe de Justiça da Suprema Corte de Ohio, após mencionar o nome do mesmo em um texto que relatava atividades relacionadas ao crime organizado. O processo acabou resolvido fora dos tribunais.
"Dark Alliance"
Em 1996, Webb publicou no San Jose Mercury News, uma série de investigações nomeada por ele como "Dark Alliance", alegando que a CIA permitiu o contrabando de cocaína nos Estados Unidos na década de 1980, com os lucros sendo usados para financiar os Contras no combate à Frente Sandinista de Libertação Nacional na Nicarágua. A investigação detalhava que o aumento da cocaína nas comunidades americanas alimentou a epidemia de crack nos Estados Unidos. A série causou grande debate público, sendo vista por muitos como uma confirmação da conivência do governo norte americano com o narcotráfico, entretanto, também foi criticada por veículos influentes no país como Los Angeles Times, e The New York Times, que o acusaram de ter produzido sua investigação sem o devido rigor investigativo.
Webb enfrentou ostracismo profissional como consequência da pressão exercida pela mídia e pelo cenário político, levando-o a deixar o San Jose Mercury News. Em 1999, já trabalhando de forma independente, lançou o livro Dark Alliance: The CIA, the Contras, and the Crack Cocaine Explosion, detalhando informações adicionais de sua investigação anterior.

## Morte
No dia 10 de dezembro de 2004, Webb foi encontrado morto em sua residência, com dois tiros na cabeça.  A causa da morte foi oficialmente determinada como suicídio. As circunstâncias em torno do ocorrido, incluindo o fato de ter sido identificado com dois disparos, contribuíram para o desenvolvimento de teorias da conspiração, devido ao impacto de suas investigações e as retaliações que enfrentou em seus últimos anos.

## Legado
Seu trabalho em "Dark Alliance" levantou questões sobre as intervenções do governo dos Estados Unidos no contexto político de outros países, especialmente na Guerra Fria e na América Latina. O livro Whiteout: The CIA, Drugs and the Press, escrito por Alexander Cockburn e Jeffrey St. Clair, descreve um argumento de como Webb poderia ter sido alvo de uma operação da CIA destinada a manchar sua reputação.
Em 2014, sua biografia foi retratada no filme Kill the Messenger, baseado em um roteiro de Peter Landesman, e que dramatiza sua vida e trabalho.